# Hoče-Slivnica
Hoče-Slivnica är en kommun belägen i nordöstra Slovenien.